# Narbief
Narbief é uma comuna francesa na região administrativa de Borgonha-Franco-Condado, no departamento de Doubs. Estende-se por uma área de 3,47 km². Em 2010 a comuna tinha 78 habitantes (densidade: 22,5 hab./km²).